# Sveriges ambassad i Wien
Sveriges ambassad i Wien är Sveriges diplomatiska beskickning i Österrike som är belägen i landets huvudstad Wien. Beskickningen består av en ambassad, ett antal svenskar utsända av Utrikesdepartementet (UD) och lokalanställda. Ambassadör sedan 2021 är Annika Markovic.

## Beskickningschefer
| Namn                                       | Period    | Funktion               | Ackreditering                                    | Stat             |
| ------------------------------------------ | --------- | ---------------------- | ------------------------------------------------ | ---------------- |
| Georg Wilhelm von Höpken                   | 1722–1725 | Resident               |                                                  | Österrike-Ungern |
| Carl Gustaf Tessin                         | 1725–1726 | Envoyé                 |                                                  | Österrike-Ungern |
| Carl Wilhelm von Krassow                   | 1727–1733 | Envoyé                 |                                                  | Österrike-Ungern |
| Carl Gustaf Tessin                         | 1735–1736 | Envoyé                 |                                                  | Österrike-Ungern |
| Caspar Joachim Ringwicht                   | 1738–1742 | Minister               |                                                  | Österrike-Ungern |
| Nils von Röök                              | 1742–1747 | Chargé d’affaires      |                                                  | Österrike-Ungern |
| Nils Barck                                 | 1747–1763 | Envoyé                 |                                                  | Österrike-Ungern |
| Nils Barck                                 | 1763–1781 | Ambassadör             |                                                  | Österrike-Ungern |
| Lars von Engeström                         | 1782–1787 | Chargé d’affaires      |                                                  | Österrike-Ungern |
| Ulric Celsing                              | 1787–1789 | Envoyé                 |                                                  | Österrike-Ungern |
| Knut Reinhold Bildt                        | 1789–1791 | Chargé d’affaires      |                                                  | Österrike-Ungern |
| Johan Fredrik von Nolcken                  | 1791–1794 | Envoyé                 |                                                  | Österrike-Ungern |
| Knut Reinhold Bildt                        | 1794–1796 | Chargé d’affaires      |                                                  | Österrike-Ungern |
| Fredrik Samuel Silverstolpe                | 1796–1799 | Chargé d’affaires      |                                                  | Österrike-Ungern |
| Jacob De la Gardie                         | 1799–1801 | Envoyé                 |                                                  | Österrike-Ungern |
| Gustaf Mauritz Armfelt                     | 1802–1804 | Envoyé                 |                                                  | Österrike-Ungern |
| Gustaf von Düben                           | 1805–1810 | Envoyé                 |                                                  | Österrike-Ungern |
| Carl Bunge                                 | 1811–1812 | Envoyé                 |                                                  | Österrike-Ungern |
| Christian Bernhard Hegardt                 | 1812–1815 | Chargé d’affaires      |                                                  | Österrike-Ungern |
| Carl Fredrik Löwenhielm                    | 1816–1818 | Envoyé                 |                                                  | Österrike-Ungern |
| Nils Fredrik Palmstierna                   | 1818–1820 | Envoyé                 |                                                  | Österrike-Ungern |
| Olof Nordenfeldt                           | 1819–1821 | Chargé d’affaires      |                                                  | Österrike-Ungern |
| Elias Lagerheim                            | 1821–1824 | Chargé d’affaires      |                                                  | Österrike-Ungern |
| Carl Johan Didrik Ulrik Croneborg          | 1824–1827 | Chargé d’affaires      |                                                  | Österrike-Ungern |
| Carl Gustaf Löwenhielm                     | 1827–1843 | Envoyé                 |                                                  | Österrike-Ungern |
| Carl Hochschild                            | 1845–1850 | Envoyé                 |                                                  | Österrike-Ungern |
| Carl von Mansbach                          | 1851–1855 | Envoyé                 |                                                  | Österrike-Ungern |
| Ludvig Manderström                         | 1855–1856 | Envoyé a.i.            |                                                  | Österrike-Ungern |
| Fredrik Anton F. Hartwig Wedel Jarlsberg   | 1856–1858 | Envoyé                 |                                                  | Österrike-Ungern |
| Fredrik Due                                | 1858–1871 | Envoyé                 |                                                  | Österrike-Ungern |
| Carl Edward Wilhelm Piper                  | 1872–1877 | Envoyé                 | Sidoackrediterad i München.                      | Österrike-Ungern |
| Hans Henrik von Essen                      | 1877–1883 | Envoyé                 |                                                  | Österrike-Ungern |
| Henrik Åkerman                             | 1884–1890 | Envoyé                 |                                                  | Österrike-Ungern |
| Gustaf Adolf Sixten Axel August Lewenhaupt | 1890–1895 | Chargé d’affaires      |                                                  | Österrike-Ungern |
| Gustaf Adolf Sixten Axel August Lewenhaupt | 1895–1904 | Envoyé                 |                                                  | Österrike-Ungern |
| Gustaf Falkenberg                          | 1904–1904 | T.f. Chargé d’affaires |                                                  | Österrike-Ungern |
| Joachim Beck-Friis                         | 1905–1918 | Envoyé                 |                                                  | Österrike-Ungern |
| Oskar Ewerlöf                              | 1918–1918 | Envoyé                 |                                                  | Österrike-Ungern |
| Oskar Ewerlöf                              | 1920–1922 | Envoyé                 | Sidoackrediterad i Budapest.                     | Österrike        |
| Ivan Danielsson                            | 1922–1924 | Envoyé                 |                                                  | Österrike        |
| Jonas Alströmer                            | 1924–1925 | Envoyé                 | Sidoackrediterad från ambassaden i Bern.         | Österrike        |
| Einar Hennings                             | 1925–1928 | Envoyé                 | Sidoackrediterad från ambassaden i Bern.         | Österrike        |
| Torsten Undén                              | 1928–1938 | Envoyé                 | Sidoackrediterad i Budapest och Belgrad.         | Österrike        |
| Jens Malling                               | 1946–1948 | Chargé d’affaires      |                                                  | Österrike        |
| Gösta Hedengren                            | 1948–1951 | Chargé d’affaires      |                                                  | Österrike        |
| Kurt-Allan Belfrage                        | 1951–1954 | Envoyé                 |                                                  | Österrike        |
| Sven Allard                                | 1954–1956 | Envoyé                 | Sidoackrediterad från ambassaden i Prag.         | Österrike        |
| Sven Allard                                | 1956–1964 | Ambassadör             |                                                  | Österrike        |
| Karl-Gustav Lagerfelt                      | 1964–1969 | Ambassadör             |                                                  | Österrike        |
| Lennart Petri                              | 1969–1976 | Ambassadör             |                                                  | Österrike        |
| Claës Ivar Wollin                          | 1976–1981 | Ambassadör             |                                                  | Österrike        |
| Dag Malm                                   | 1981–1988 | Ambassadör             |                                                  | Österrike        |
| Curt Lidgard                               | 1988–1992 | Ambassadör             |                                                  | Österrike        |
| Anita Gradin                               | 1992–1994 | Ambassadör             |                                                  | Österrike        |
| Björn Skala                                | 1995–2000 | Ambassadör             |                                                  | Österrike        |
| Gabriella Lindholm                         | 2000–2005 | Ambassadör             |                                                  | Österrike        |
| Hans Lundborg                              | 2005–2011 | Ambassadör             |                                                  | Österrike        |
| Nils Daag                                  | 2011–2015 | Ambassadör             | Sidoackrediterad till Bratislava, och Ljubljana. | Österrike        |
| Helen Eduards                              | 2015–2018 | Ambassadör             | Sidoackrediterad till Ljubljana (från 2016).     | Österrike        |
| Mikaela Kumlin Granit                      | 2018–2021 | Ambassadör             |                                                  | Österrike        |
| Annika Markovic                            | 2021–idag | Ambassadör             |                                                  | Österrike        |